# Famille Spong
Pour les articles homonymes, voir Spong.

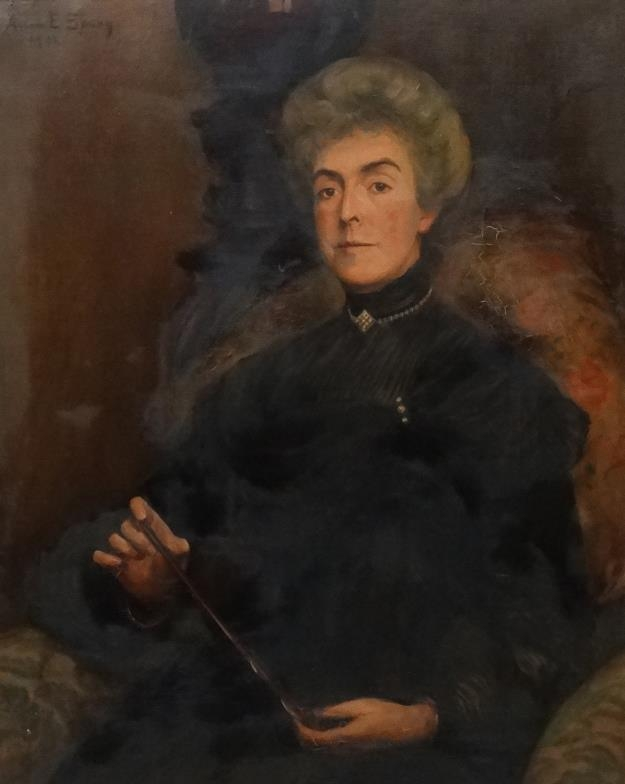
Frances Elizabeth Spong peinte par sa fille Annie Spong en 1902

La famille Spong est une famille d'activistes politiques et sociaux. Les enfants de Frances Elizabeth Scott et James Osborne Spong sont : Minnie Frances Spong (1869-1953) ; Dora Spong (1879-1969); Annie Eliza Spong (1870-1957) ; Florence Spong (1873-1944) et Irene Osborn Spong (1882-1960). Il y a aussi deux frères : James William Spong (1879-1944),  qui succède à son père à la tête de Spong & Co., et Francis Osborne Spong (1875-1878).

## Minnie 'Frances' Spong
La fille aînée Minnie Spong (1863-19 juin 1953), qui est devenue enseignante en Afrique, voulait être connue sous le nom de "Frances" après que leur père carnivore a nommé son gadget de hachage de viande "le Minnie", et elle n'est retournée en Grande-Bretagne qu'en 1911. 

## Dora Spong
Dora Beedham (1879 - 1969), née Spong, est une infirmière et suffragette britannique, qui a rejoint l'Union sociale et politique des femmes (WSPU) en 1908 et a été emprisonnée et gavée.

## Annie Spong

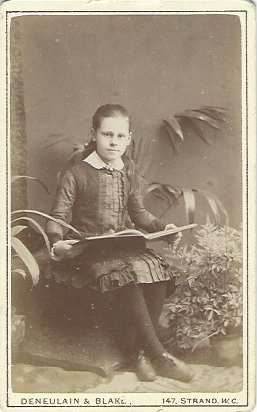
Annie Spong photographiée en 1880

Annie Eliza Spong (1870-1957) est née à Streatham à Londres. Elle était suffragette, brodeuse et portraitiste qui a peint plusieurs lords maires de Londres au cours de sa carrière. Actif à partir de 1888 lorsqu'elle était étudiante à la Herkomer Art School jusqu'en 1910 au moins. Elle n'était pas mariée mais vivait avec un collègue artiste Joseph Sydell, qu'elle a rencontré à l'école des beaux-arts. Annie a commencé à danser sous la direction de Raymond Duncan, dont la sœur Isadora était plus connue pour la danse expressive moderne. Elle a ouvert la Spong School à Hampstead en 1919, où l'on enseignait la danse rythmique Spong et qui, en 1920, est devenue la danse du mouvement naturel. Avec sa sœur la chanteuse Irene Spong, elle a joué dans le drame grec Lysistrata au Royal Court Theatre.

## Irene Spong
Irene Osborn Spong (1882-21 juin 1960) est chanteuse et organise des concerts pour collecter des fonds pour la WSPU, et donnait des cours d'élocution aux suffragettes. Annie danse pendant qu'Irène chante et parle de l'équilibre obtenu grâce aux mouvements de danse gymnastique : « notre maladresse s'estompe, et nous devenons plus équilibrés dans le corps et l'esprit, et devenons instinctivement plus humains ». Irene a également été emprisonnée à Holloway pour activisme pour le suffrage, et bien que mariée au gérant de l'entreprise de son père, Norman Parley en 1910, elle a conservé son nom de jeune fille pour sa carrière de chanteuse. 
Avec Annie, Irene a joué dans Lysistrata , un drame grec au Royal Court Theatre.

## Florence Spong

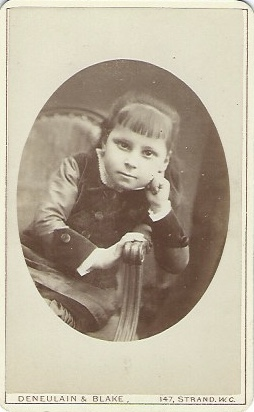
Florence Spong en 1879

Une autre sœur, Florence (1873-30 mars 1944), était tisserande, couturière et faisait de la dentelle et des sculptures sur bois. Elle a étudié la dentelle en Espagne et la sculpture sur bois avec Hubert von Herkomer. 
Florence et sa sœur Minnie Spong sont devenues avicultrices à Felbridge, East Grinstead et ont fait de la publicité dans Votes for Women pour les étudiantes. Avec sa sœur Dora Spong, elle rejoint la WSPU en 1908. Florence a été condamnée à un mois d'emprisonnement pour avoir jeté des pierres en juin 1909 et a entamé une grève de la faim et a été condamnée à une autre peine de deux mois le Black Friday en novembre 1910. Sa signature figure sur la bannière Holloway réalisée par des membres de la WSPU en prison, aujourd'hui au Musée de Londres.